# Laubierinidae
Laubierinidae Warén & Bouchet, 1990 è una famiglia di molluschi gasteropodi della sottoclasse Caenogastropoda.

## Tassonomia
La tassonomia della famiglia è stata modificata nel 2019 a seguito di uno studio sulla filogenesi molecolare della superfamiglia Tonnoidea. Tale studio ha portato a cambiamenti significativi nella classificazione familiare dei Tonnoidea, comportando la resurrezione di tre gruppi familiari (Thalassocyonidae, Cymatiidae e Charoniidae) e la sinonimia di Pisanianuridae con Laubierinidae, aumentando il numero di famiglie riconosciute da sette a nove.
La famiglia comprende i seguenti generi:
- Akibumia Kuroda & Habe, 1959
- Laminilabrum Kuroda & Habe, 1961
- Laubierina A. Warén & Ph. Bouchet, 1990
- Pisanianura Rovereto, 1899